# Уне-Убат
Уне-Убат, в верховьях Гонобат (адыг. Унэубат) — река в России, протекает в Краснодарском крае, Республике Адыгея. Устье реки находится в 12 км по левому берегу реки Чибий. Длина реки составляет 25 км, площадь водосборного бассейна — 81,7 км².
Название реки переводится как «разрушающая дома» (адыг. унэ — «дом» и адыг. убэтэн — «разрушать»).

## Данные водного реестра
По данным государственного водного реестра России относится к Кубанскому бассейновому округу, водохозяйственный участок реки — Кубань от Краснодарского гидроузла до впадения реки Афипс, речной подбассейн реки — подбассейн отсутствует. Речной бассейн реки — Кубань.
Код объекта в государственном водном реестре — 06020001412108100005513.